# Ligne Meitetsu Inuyama
La ligne Meitetsu Inuyama (名鉄犬山線, Meitetsu Inuyama-sen) est une ligne ferroviaire de la compagnie privée Meitetsu située dans les préfectures d'Aichi et de Gifu au Japon. Elle commence à l'embranchement de Biwajima à Kiyosu et se termine à la gare de Shin-Unuma à Kakamigahara.

## Histoire
La ligne est construite par étapes entre 1910 et 1926 par la compagnie Nagoya Electric Railway.

## Caractéristiques

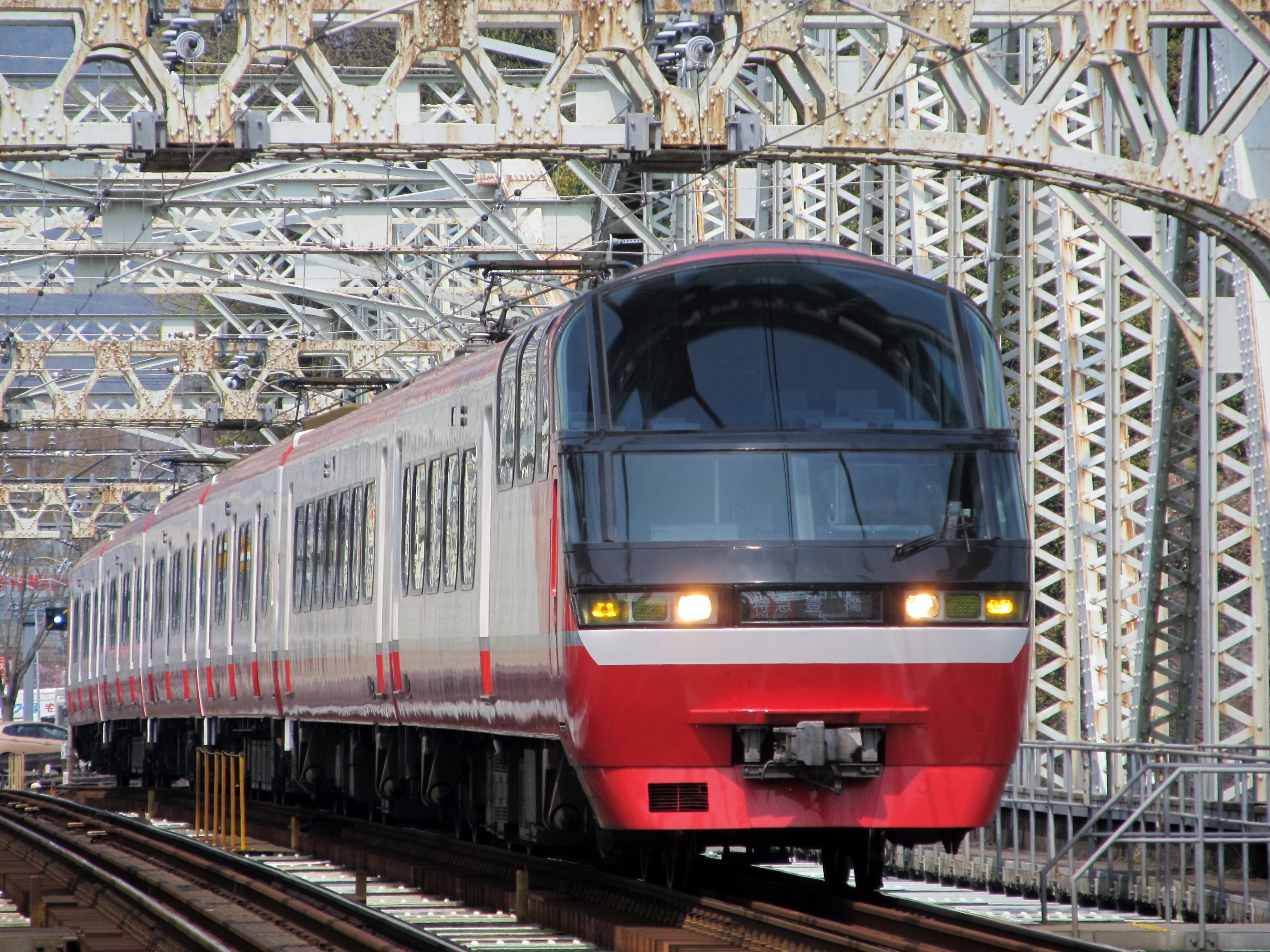
Automotrice série 1200 traversant le pont d'Inuyama.

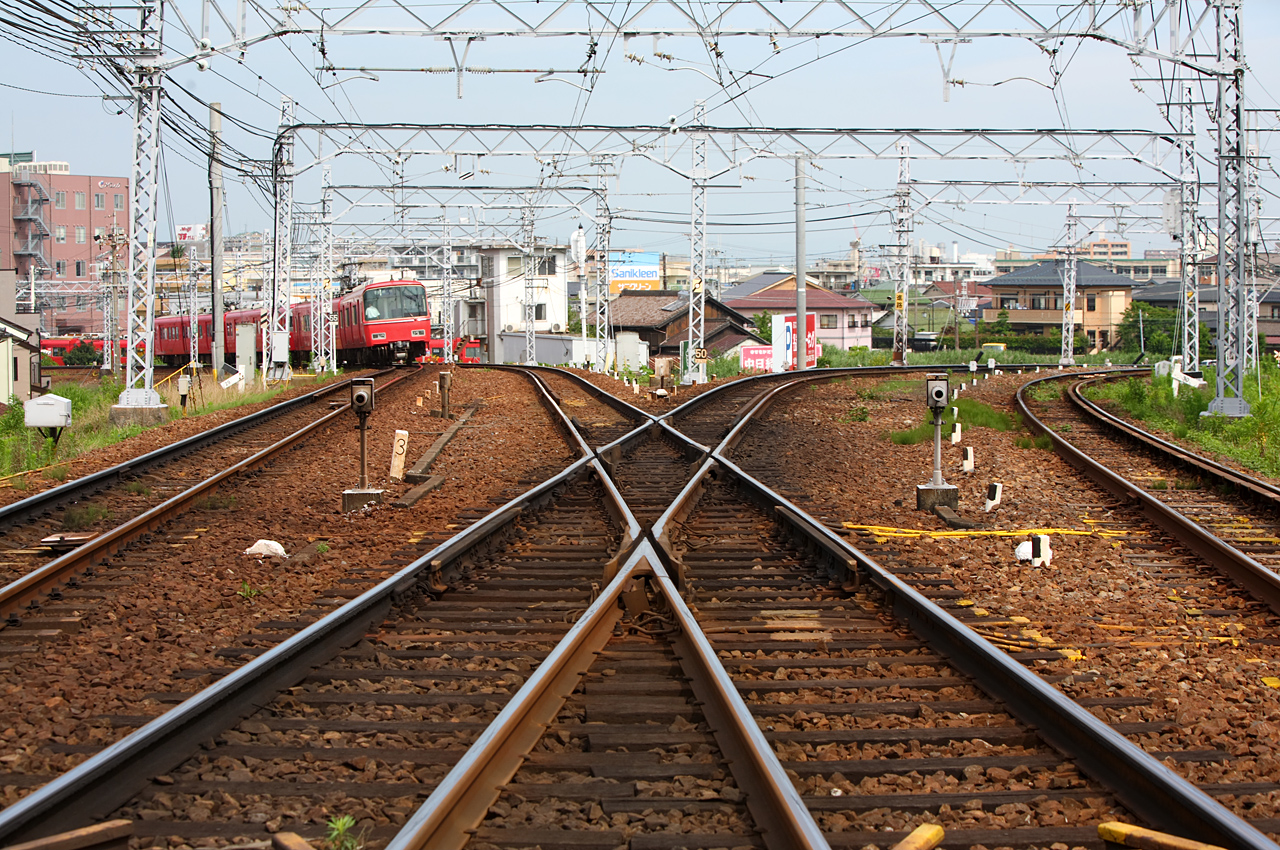
Embranchement de Biwajima.

### Ligne
- écartement des voies : 1 067 mm
- nombre de voies : 2
- électrification : 1 500 V cc par caténaire

### Liste des gares
La ligne comporte 17 gares.
| Numéro | Gare                      | Nom japonais     | Distance (km) | Correspondances                                                          | Localisation     | Localisation       |
| ------ | ------------------------- | ---------------- | ------------- | ------------------------------------------------------------------------ | ---------------- | ------------------ |
| -      | Embranchement de Biwajima | 枇杷島分岐点     | 0             | Meitetsu : Nagoya (interconnexion)                                       | Kiyosu           | Préfecture d'Aichi |
| IY01   | Shimo-Otai                | 下小田井         | 1,0           |                                                                          | Kiyosu           | Préfecture d'Aichi |
| IY02   | Naka-Otai                 | 中小田井         | 2,4           |                                                                          | Nishi-ku, Nagoya | Préfecture d'Aichi |
| IY03   | Kami-Otai                 | 上小田井         | 3,5           | Métro de Nagoya : Tsurumai (interconnexion) TKJ : Jōhoku (à Otai)        | Nishi-ku, Nagoya | Préfecture d'Aichi |
| IY04   | Nishiharu                 | 西春             | 5,9           |                                                                          | Kitanagoya       | Préfecture d'Aichi |
| IY05   | Tokushige-Nagoyageidai    | 徳重・名古屋芸大 | 7,3           |                                                                          | Kitanagoya       | Préfecture d'Aichi |
| IY06   | Taisanji                  | 大山寺           | 8,1           |                                                                          | Iwakura          | Préfecture d'Aichi |
| IY07   | Iwakura                   | 岩倉             | 9,7           |                                                                          | Iwakura          | Préfecture d'Aichi |
| IY08   | Ishibotoke                | 石仏             | 11,8          |                                                                          | Iwakura          | Préfecture d'Aichi |
| IY09   | Hotei (ja)                | 布袋             | 14,2          |                                                                          | Kōnan            | Préfecture d'Aichi |
| IY10   | Kōnan                     | 江南             | 16,2          |                                                                          | Kōnan            | Préfecture d'Aichi |
| IY11   | Kashiwamori               | 柏森             | 19,0          |                                                                          | Fusō             | Préfecture d'Aichi |
| IY12   | Fusō                      | 扶桑             | 21,2          |                                                                          | Fusō             | Préfecture d'Aichi |
| IY13   | Kotsuyōsui                | 木津用水         | 22,6          |                                                                          | Fusō             | Préfecture d'Aichi |
| IY14   | Inuyamaguchi              | 犬山口           | 24,0          |                                                                          | Inuyama          | Préfecture d'Aichi |
| IY15   | Inuyama                   | 犬山             | 24,9          | Meitetsu : Hiromi (interconnexion), Komaki                               | Inuyama          | Préfecture d'Aichi |
| IY16   | Inuyama-Yūen              | 犬山遊園         | 26,1          |                                                                          | Inuyama          | Préfecture d'Aichi |
| IY17   | Shin-Unuma                | 新鵜沼           | 26,8          | Meitetsu : Kakamigahara (interconnexion) JR Central : Takayama (à Unuma) | Kakamigahara     | Préfecture de Gifu |